# Stigmaulax
Stigmaulax là một chi ốc biển săn mồi, là động vật thân mềm chân bụng sống ở biển trong họ Naticidae, họ ốc mặt trăng.

## Các loài
Các loài thuộc chi Stigmaulax bao gồm:
- Stigmaulax cancellatus (Hermann, 1781)[2]
- Stigmaulax cayennensis (Récluz, 1850)[3]
- Stigmaulax sulcatus (Born, 1778)[4]